# Okruginita
L'okruginita és un mineral de la classe dels sulfurs. Rep el nom en honor del mineralogista rus Victor Okrugin, per les seves contribucions a la mineralogia i a la geologia dels jaciments d'or i plata de Kamtxatka.

## Característiques
L'okruginita és un sulfur de fórmula química Cu₂SnSe₃. Va ser aprovada com a espècie vàlida per l'Associació Mineralògica Internacional l'any 2022, i publicada l'any següent. Cristal·litza en el sistema monoclínic. És l'anàleg de seleni de la mohita.
L'exemplar que va servir per a determinar l'espècie, el que es coneix com a material tipus, es troba conservat a les col·leccions del Museu d'Història Natural de Londres (Anglaterra), amb el número de registre: bm 2021,02.

## Formació i jaciments
Va ser descoberta al dipòsit d'Ozernovskoe, situat al krai de Kamtxatka, a Rússia. Aquest indret és l'únic a tot el planeta on ha estat descrita aquesta espècie mineral.